# Pagny-lès-Goin
Pagny-lès-Goin é uma comuna francesa na região administrativa de Grande Leste, no departamento de Mosela. Estende-se por uma área de 5,17 km². Em 2010 a comuna tinha 236 habitantes (densidade: 45,6 hab./km²).